# Djebel Aulia
Djebel Aulia ou Djabal Awliya est une ville du Soudan près du barrage de Djebel Aulia, à 40 km au sud de Khartoum. La ville accueille notamment un camp de réfugiés durant la Seconde Guerre civile soudanaise.